# Sextus Cocceius Anicius Faustus Paulinus
Sextus Cocceius Anicius Faustus Paulinus (fl. 264/268) était un homme politique de l'Empire romain.

## Vie
Fils de Quintus Anicius Faustus Paulinus et de sa femme Cocceia.
Il était proconsul d'Afrique en 260-268 ou en 264/268.
Il s'est marié avec Asinia Juliana Nicomacha (souvent Asinia Nicomacha Juliana), fille de Gaius Asinius Nicomachus Julianus. Ils furent les parents de Sextus Anicius Faustus Paulinianus.